# Christian Dior

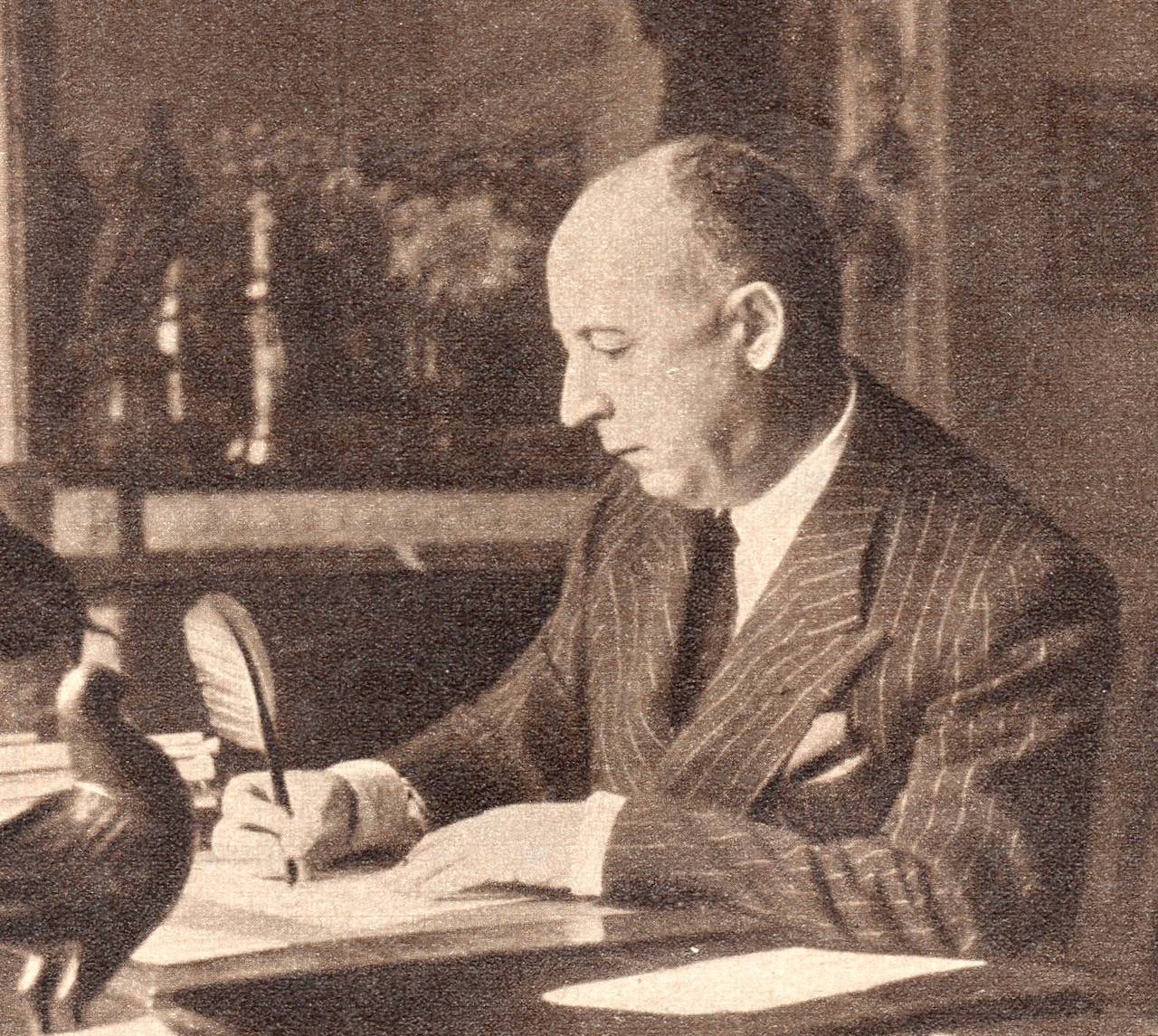
Christian Dior 1954

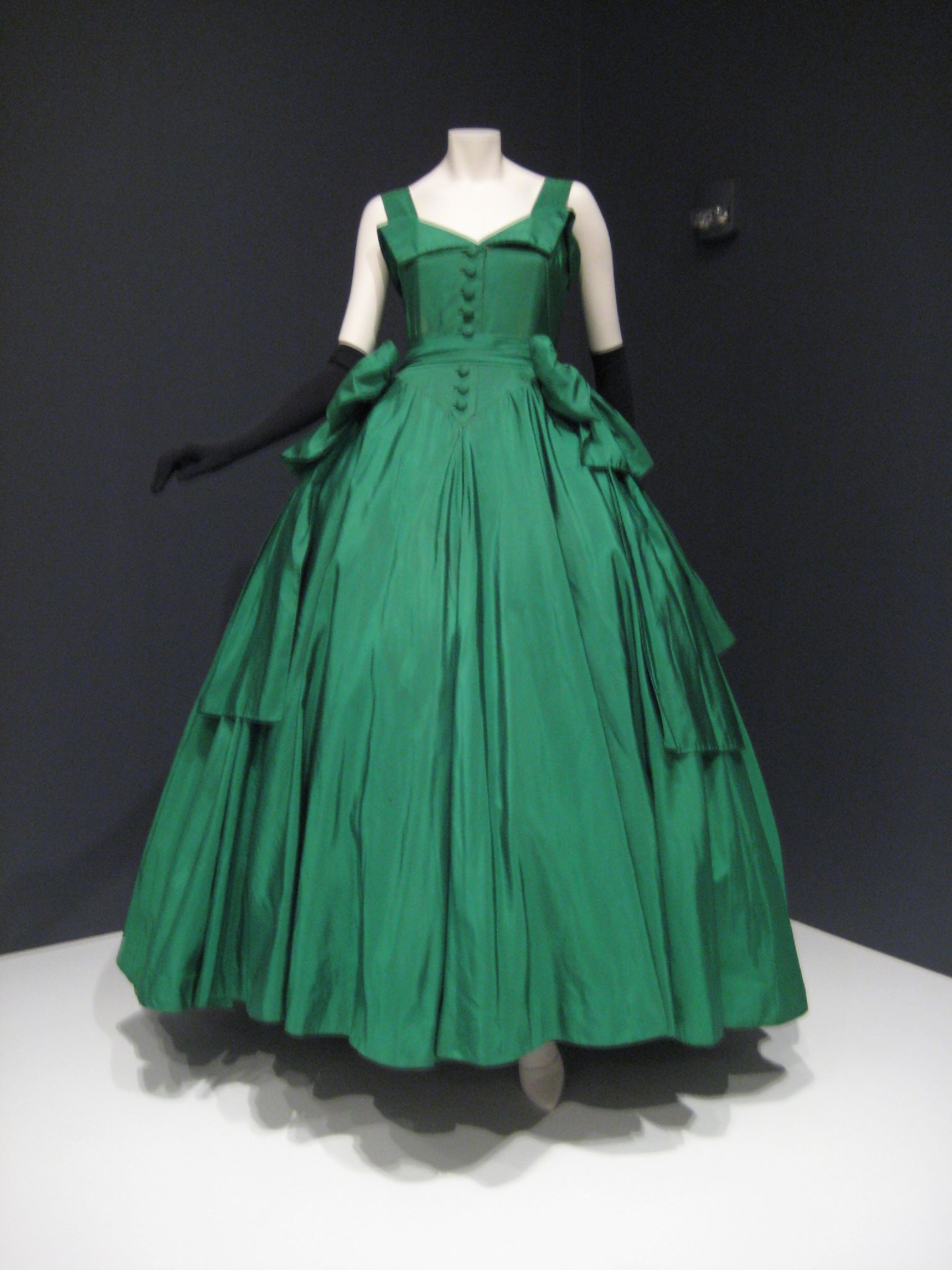
Dior-Kleid in einer Retrospektive des Indianapolis Museum of Art

Christian Dior (französisch [kʁistjɑ̃ djɔːʁ]; * 21. Januar 1905 in Granville, Frankreich; † 24. Oktober 1957 in Montecatini Terme, Italien) war ein international bekannter französischer Couturier und Gründer des nach ihm benannten Mode-Unternehmens Christian Dior.

## Leben
Dior wurde 1905 als Sohn eines Großindustriellen in der Normandie geboren. Nach der Schule begann er eine politikwissenschaftliche Ausbildung im diplomatischen Dienst und schloss diese ab, obwohl er eigentlich Architekt hatte werden wollen. Seine spätere Karriere begann er, finanziell unterstützt vom Vater, zunächst als Galerist in Paris. Als das Unternehmen seines Vaters infolge der Weltwirtschaftskrise 1931 in Insolvenz ging, begann Dior gegen Bezahlung zunächst Hutmode für die Modebeilage der Zeitung Le Figaro und schließlich Modeskizzen für Pariser  Haute-Couture-Modehäuser zu entwerfen. Der Modeschöpfer Robert Piguet engagierte den begabten Maler und Zeichner Dior 1938, um für ihn Mode zu entwerfen.
Eines der ersten von Dior für Piguet entworfenen Kleider wurde am 1. Juli 1939 auf dem Circus Ball in Versailles getragen. Die Käuferin des Kleides war die brasilianische Jetsetterin Aimée de Heeren (1903–2006), die auf dem Ball von Coco Chanel dem Unternehmer und späteren Dior-Investor Marcel Boussac vorgestellt wurde. Der Ball war das letzte große gesellschaftliche Ereignis in Frankreich vor dem Zweiten Weltkrieg.
In den Kriegsjahren leistete Dior Wehrdienst und zog 1941 von Paris nach Südfrankreich, um eine Obstplantage zu betreiben. Noch vor dem Ende des Krieges kehrte er nach Paris zurück. Nachdem er dort drei Jahre zusammen mit Pierre Balmain für das Modeteam von Lucien Lelong gearbeitet hatte, wurde Dior 1946 von dem vermögenden Textilfabrikanten Marcel Boussac engagiert, um als Modeschöpfer die künstlerische Leitung für ein neu zu gründendes Haute-Couture-Haus zu übernehmen, das von Boussac finanziert werden sollte.
Das Unternehmen Christian Dior S.A. wurde 1946 mit einem Grundkapital von 60 Millionen Francs gegründet. Dior richtete am 16. Dezember 1946 ein Atelier in der eleganten Avenue Montaigne in Paris ein, wo sich noch heute der Pariser Flagshipstore der Marke Dior befindet. Schon die erste Modekollektion, die Dior am 12. Februar 1947 vorstellte, wurde ein großer Erfolg und von amerikanischen Journalisten als „New Look“ gefeiert. Der Ausdruck geht zurück auf eine Bemerkung der damaligen Chefredakteurin von Harpers Bazaar, Carmel Snow, gegenüber Christian Dior nach der Modenschau: "[…] your dresses have such a new look." (Ihre Kleider haben solch einen neuen „Look“ ).
Gekennzeichnet war Diors Mode durch eine schmale Taille, ein figurbetontes bzw. Korsett-gestütztes Oberteil, weite, schwingende Röcke aus edlen Materialien in verschwenderischen Mengen sowie Wagenradhüte und lange Handschuhe. Diese feminin-eleganten Entwürfe Diors stellten eine Abkehr von der kargen, praktischen Mode der Kriegsjahre dar. Dior selbst hatte seine Kollektion Ligne Corolle („Blütenkelch-Linie“) genannt und wies darauf hin, von dem Modestil beeinflusst gewesen zu sein, den Edward Molyneux bereits vor dem Zweiten Weltkrieg gezeigt hatte. Kritiker bemängelten zwar den verschwenderischen Einsatz von knappen Ressourcen und eine Rückkehr zu fraulich-romantischer Mode in Zeiten sich emanzipierender Frauen, aber Diors Einfluss war beträchtlich: binnen weniger Monate wurden seine hochpreisigen Haute-Couture-Entwürfe vom Massenmarkt aufgegriffen, und somit erreichte der Dior-Stil auch die Frau auf der Straße der 1950er Jahre, was wiederum dem Prestige des Hauses Dior diente. Dior trug maßgeblich dazu bei, dass Paris wieder Modehauptstadt der Welt wurde, nachdem ihr New York City in den Kriegsjahren den Rang abgelaufen hatte. Einen Anteil am Medienerfolg hatte auch sein Starfotograf Willy Maywald. Er dokumentierte sämtliche Kollektionen und Modeschauen mit Mode-Kunstfotografien und platzierte diese in einschlägigen internationalen Modezeitschriften.
Wegen seines Einflusses sprach bezüglich Dior oft von einem „Modediktat“: in den folgenden Jahren präsentierte er für jede Saison einen neuen Look, dem die Modeindustrie und seine wohlhabenden Kundinnen willig folgten. Nach der Blütenkelch-Linie zeigte er die Kuppel-Linie, danach die Maiglöckchen-Linie; dann wiederum die Bleistift-Linie, später die H-Linie, und nach der A-Linie schließlich die Y-Linie, die sozusagen das Gegenteil der vorherigen A-Linie darstellte. Coco Chanel, die selbst eine legere, emanzipiert-sportliche und praktische Mode propagierte, soll 1954 über Diors Kreationen gesagt haben: „Diese schweren, steifen Kleider, die nicht einmal in einen Koffer passen, lächerlich …“.
Dior erkannte früh den Wert des Parfüm-Geschäfts und lancierte 1947 den bis heute erhältlichen Damenduft Miss Dior als erstes Parfüm der neu gegründeten Christian Dior Parfums S.A. Auch das Lizenz-Geschäft machte sich Dior zunutze. Mit zahlreichen ertragreichen Lizenzen, die er weltweit vergab, baute er sich in wenigen Jahren ein Mode-Imperium auf. Auch deutsche Firmen erhielten bereits kurz nach dem Krieg eine Dior-Lizenz. Im Design-Team von Dior arbeitete bis 1950 Pierre Cardin als erster Schneider. Den jungen Yves Saint Laurent machte Dior 1955 zu seinem Assistenten.
Nach Christian Dior wurde die von ihm kreierte Dior-Falte benannt. Er erschien im April 1957 als erster Modeschöpfer auf dem Titelblatt des Time Magazine. Im dazugehörigen Artikel wurde Dior „eine Art König Barnum der Mode“ genannt. Er galt zu dieser Zeit als der bekannteste und einflussreichste Couturierer der Welt, und das Haus Dior war ein weltweit agierender Konzern. Zu seinen Kundinnen zählten Königin Elisabeth II. und Prinzessin Margaret, Soraya von Persien, Marlene Dietrich, Evita Peron, Olivia de Havilland und Rita Hayworth.
Auch im gastronomischen Bereich wird der Name weiterhin verwendet: ein „Oeuf Christian Dior“ ist ein weich gekochtes Ei, dessen Spitze abgeschnitten wurde und mit Kaviar ergänzt. Das Ei befindet sich dabei in einer Hülle aus geliertem Geflügelfond. Christian Dior selbst entwickelte das Rezept bei einem Wochenendaufenthalt in Deauville zusammen mit seinem Freund Pierre Bergé.
Im Oktober 1957 starb Christian Dior unter bis heute nicht vollständig geklärten Umständen in der italienischen Kurstadt Montecatini Terme. Als wahrscheinlichste Todesursache wird ein Herzinfarkt angenommen. Er hatte in den Jahren zuvor bereits zwei Herzinfarkte erlitten. Die Beerdigung, der neben Jean Cocteau und der Herzogin von Windsor zweitausend Menschen beiwohnten, fand in der Saint-Honoré-d’Eylau-Kirche in Paris statt. Im Freien warteten neben einem Blumenmeer weitere fünftausend Menschen.
Dior galt als reservierter, schüchterner, bescheidener Mann, der sich bei öffentlichen Anlässen in Gesellschaft meist unwohl fühlte. Seine Lizenzpolitik für Kosmetika, Strümpfe und Accessoires wurde nach seinem Tod zu einer erfolgreichen Marketingstrategie und fand zahlreiche Nachahmer in der Modebranche. Saint Laurent wurde 1957 sein Nachfolger als Chef-Designer des Hauses Dior.

## Familie
Die Eltern von Christian Dior sind Maurice Dior und Madeleine Dior-Martin. Christian hat vier Geschwister: Catherine Dior, Jacqueline Dior, Raymond Dior, Bernard Dior. Catherine war im Zweiten Weltkrieg in der Résistance eine Widerstandskämpferin und wurde u. a. ins Frauen-KZ Ravensbrück deportiert. Sie verstarb im Jahr 2008.

## Filmische Rezeption
- Todd A. Kessler: The New Look. US-amerikanische Miniserie über Christian Dior. Im Jahr 2024 ausgestrahlt.